# Стефановское течение
Стефановское течение — это явление возникновения гидродинамического течения среды в процессе испарения или конденсации капель.
Основной причиной возникновения этого течения является условие полного механического равновесия молекул парогазовой среды и капли.
Средний объём на одну молекулу в жидкости значительно меньше среднего объёма на одну молекулу в газе. В случае испаряющейся капли это приводило бы к тому, что концентрация паров у поверхности капли уменьшалась, что приводило бы к падению давления. Соответственно чтобы скомпенсировать этот скачок давления среда обязательно должна стягиваться к поверхности капли, образуя гидродинамическое течение среды, называемое стефановским течением.
Это явление играет большую роль в формировании климата. Его учёт очень важен в расчётах процессов переноса влаги на большие расстояния. Например известный факт, что естественный лес закачивает влажный воздух с океана, компенсируя гравитационный сток воды на больших расстояниях. Это объясняется тем что лес имеет огромную площадь поверхности за счёт листьев, на которых могут оседать капли, которые в процессе испарения могут создать течение среды, распространяющееся на значительные расстояния.

## Пример: Влияние стефановского течения в задаче о квазистационарном испарении капли[2]
Рассматривается однородная сферическая капля воды, неподвижная относительно бесконечно протяжённой изотропной среды.
Ясно, что в процессе испарения капель очевидно должна поглощаться энергия в виде тепла. В рассматриваемой задаче эти изменения не учитываются. Также в квазистационарном процессе испарения зависимость скорости изменения размеров капли от времени не учитывается в силу того, что эта скорость значительно ниже скорости гидродинамических потоков среды вокруг капли.

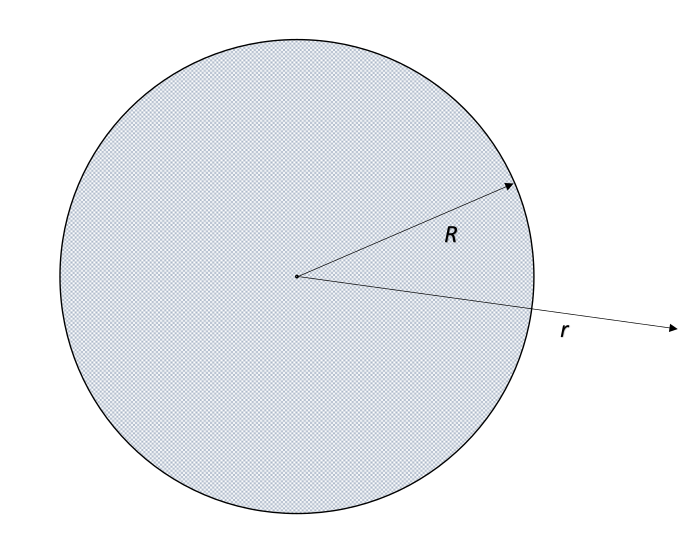
Однородная капля воды в парогазовой среде

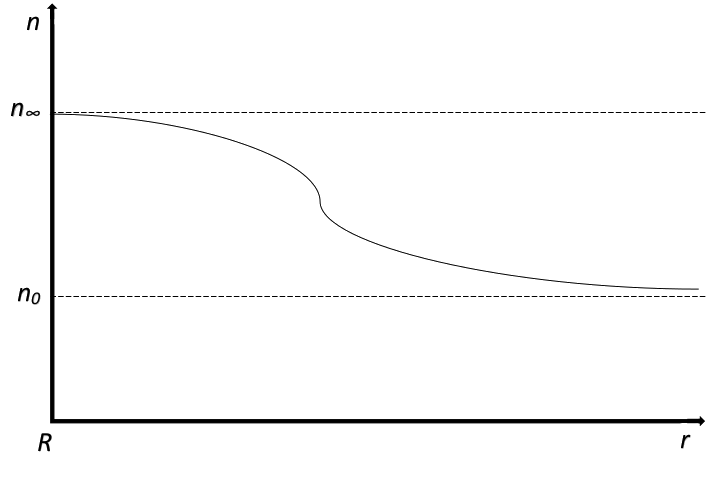
Качественная зависимость распределения концентрации пара в парогазовой среде в процессе испарения капли.

Считаем, что концентрация пара у поверхности капли постоянна и равна равновесной концентрации насыщенного пара при заданной температуре над плоской границей раздела двух сред {\displaystyle n_{\infty }}, а на удалении от капли равна {\displaystyle n_{0}}.
{\displaystyle n(r)=n_{\infty }}, при {\displaystyle r=R},
{\displaystyle n(r)=n_{0}}, при {\displaystyle r\rightarrow \infty }.
Вследствие наличия разности концентрации возникает поток водяного пара из области большей концентрации в область меньшей концентрации.
Вследствие однородности среды вектор плотности этого потока {\displaystyle {\vec {j}}\left(r\right)} прямо пропорционален градиенту концентрации {\displaystyle n\left(r\right)}, однако направлен в противоположную сторону. Коэффициент пропорциональности называется коэффициентом диффузии {\displaystyle D=const}.
{\displaystyle {\vec {j}}\left(r\right)=-D{\frac {dn\left(r\right)}{d{\vec {r}}}}}
Если считать, что процесс испарения капли связан только с этим потоком (решение стационарной задачи), то поток пара {\displaystyle I} через любую концентрическую с каплей сферическую поверхность с радиусом {\displaystyle r} есть величина постоянная {\displaystyle I_{0}}, и определяется выражением:
{\displaystyle I=-4\pi {r^{2}}D{\frac {dn\left(r\right)}{dr}}}.
Интегрирование этого выражения с учётом граничных условий приводит к формуле Максвелла.
{\displaystyle I={I_{0}}=4\pi RD\left({{n_{\infty }}-{n_{0}}}\right)}
Приведённое решение предполагает, что существует лишь диффузионный поток пара из капли, однако, должно существовать гидродинамическое течение среды, направленное к поверхности капли. Причиной этого течения является постоянство полного давления {\displaystyle {\tilde {P}}\equiv P+P'} парогазовой среды (иначе в системе отсутствует механическое равновесие, что приводит к неоднородности среды).
Это условие приводит к тому, что наряду с градиентом парциального давления пара {\displaystyle {\vec {\nabla }}P} должен существовать равный и противоположно направленный градиент парциального давления газа {\displaystyle {\vec {\nabla }}P'}, что можно записать в виде соотношения (здесь и далее все величины относящиеся к газовой компоненте среды будем обозначать штрихом):
{\displaystyle {\frac {dP}{d{\vec {r}}}}=-{\frac {dP'}{d{\vec {r}}}}}.
Наличие второго градиента {\displaystyle {\vec {\nabla }}P'} приводит к появлению диффузионного потока газа к поверхности капли, однако в силу того, что суммарный поток {\displaystyle I'} газа на поверхности капли должен быть нулевым, существует обратный гидродинамический поток среды, компенсирующий его.
Сказанное выше может быть записано в виде уравнения:
{\displaystyle D{\frac {dn'\left(r\right)}{d{\vec {r}}}}={\vec {v}}\left(r\right)n'\left(r\right)}.
Имея в виду очевидное соотношение (давление пропорционально концентрации):
{\displaystyle {\frac {dn'\left(r\right)}{d{\vec {r}}}}=-{\frac {dn\left(r\right)}{d{\vec {r}}}}},
скорость гидродинамического течения среды {\displaystyle {\vec {v}}\left(r\right)} выражается в виде:
{\displaystyle {\vec {v}}\left(r\right)=-{\frac {D}{n'\left(r\right)}}{\frac {dn\left(r\right)}{d{\vec {r}}}}}.
В отличие от решения стационарной задачи, выражение для плотности потока пара {\displaystyle {\vec {j}}\left(r\right)} теперь состоит из двух слагаемых — диффузионного и гидродинамического:
{\displaystyle {\vec {j}}\left(r\right)=-{D{\frac {dn\left(r\right)}{d{\vec {r}}}}+{\vec {v}}\left(r\right)n\left(r\right)}}.
Соответствующее этой плотности выражение для потока пара {\displaystyle I} через поверхность капли записывается в виде:
{\displaystyle I=4\pi RD\left({{n_{\infty }}-{n_{0}}}\right)\left(1-{\frac {n\left(r\right)}{n'\left(r\right)}}\right)}.
Поправка на гидродинамическое течение среды, как видно, определяется отношением {\displaystyle n\left(r\right)/n'\left(r\right)} — отношение концентрации паров воды {\displaystyle n\left(r\right)} к концентрации газа {\displaystyle n'\left(r\right)} в парогазовой среде. При нормальных условиях эта величина порядка 1 %.
Впервые на наличие гидродинамического течения среды вокруг испаряющейся капли указал Йозеф Стефан.
Соответствующий этому течению поток частиц парогазовой среды принято называть стефановским.